# コリ回路

コリ回路

コリ回路（Cori cycle）は、嫌気呼吸の過程において、赤血球や筋肉でグルコースから乳酸を作り、肝臓で乳酸からグルコースに戻すまでの経路のことである。これを発見したカール・コリとゲルティー・コリの夫妻にちなんで命名された。

## 回路
筋肉が激しい運動の際短い時間に大量のエネルギーを必要とすると、筋細胞は乳酸発酵により嫌気的なグルコース分解を行って大量のアデノシン三リン酸 (ATP) を作り出す。この際に副産物として生成された乳酸が血液の流れに乗って肝臓に運ばれて、乳酸脱水素酵素によってピルビン酸に変換され、その後糖新生によってグルコースが再生される。グルコースは血中に放出されて赤血球や筋肉で再びエネルギーとして使われる。
ATPの数を見てみると、1回あたり嫌気呼吸で2分子のATPが生成し、糖新生で6分子のATPが消費されるため、正味4分子のATPが減少している。このためコリ回路はエネルギー消費系（同化過程）である。

## 重要性
コリ回路の重要性は、嫌気的な条件下で筋肉の代謝性アシドーシスを防ぐところにある。乳酸は化学反応の末端であり、酵素によってピルビン酸に変換される他ない。